# Lust for Life (singolo Iggy Pop)
Lust for Life è un singolo del cantante statunitense Iggy Pop, pubblicato nell'ottobre 1977 come secondo estratto dall'album omonimo.

## Descrizione
Il singolo è stato prodotto da David Bowie.

## Successo commerciale
Il singolo ottenne successo a livello mondiale, rinnovato in tempi più recenti anche grazie alla presenza di questo brano nella colonna sonora del film Trainspotting.

## Cover
Vari artisti internazionali hanno realizzato una cover del brano, tra cui Tom Jones con i Pretenders nel 1999 e Bruce Willis nel 2003.